# Victoria Donda
Victoria Analía Donda Pérez (Buenos Aires, agosto 1977) è una politica e attivista argentina.
Eletta alla Camera dei deputati argentina il 10 dicembre 2007 per il Movimiento Libres del Sur, è la prima figlia di desaparecidos (e la donna più giovane) a occupare tale carica.
Dal 2019 è presidente dell'Istituto nazionale contro la discriminazione, la xenofobia e il razzismo (INADI), una delle principali istituzioni per i diritti umani del governo argentino.

## Biografia

### Nascita in carcere
È nata tra luglio e agosto del 1977, nel centro di detenzione clandestino della Scuola di Meccanica della Marina (ESMA) a Buenos Aires, dove sua madre, María Hilda Pérez, "scomparso" per il suo coinvolgimento con gruppi di sinistra, era prigioniera, dopo essere stata rapita dalle forze armate nella Grande Buenos Aires durante la dittatura civico-militare. Anche suo padre, José María Laureano Donda, fu tenuto in cattività nello stesso periodo. Entrambi sono scomparsi e si presume che siano stati uccisi durante quel periodo. La coppia ebbe un'altra figlia, di un anno più grande, che trascorse un certo periodo con la nonna materna, Leontina Puebla de Pérez, una delle dodici fondatrici della Granny Association di Plaza de Mayo, prima di essere consegnata ai nonni paterni.
Victoria è una dei circa 500 bambini noti per essere nati da prigionieri politici scomparsi durante la guerra argentina (1976-1983), rapiti e registrati sotto false identità. Da bambina, Victoria fu consegnata a un'altra famiglia, quella di Juan Antonio Azic e Esther Abrego, che la crebbe ma non le raccontò mai dei suoi genitori biologici. Il suo caso è particolarmente insolito perché suo zio paterno, il tenente Adolfo Miguel Donda Tigel (fratello di suo padre), era un ufficiale navale tra i principali responsabili dell'ESMA, ed è stato poi condannato all'ergastolo il 26 ottobre 2011. .
L'esatta data di nascita di Victoria è sconosciuta. È stata registrata come se fosse nata il 17 settembre 1977 e queste sono le informazioni contenute nel documento d'identità nazionale. Tuttavia, la madre potrebbe aver completato la fine della gravidanza intorno al 28 luglio 1977. A questo proposito, Victoria Donda afferma che "mia madre è stata rapita in Piazza Morón il 28 marzo 1977, quando era incinta di cinque mesi". L'associazione Madres de Plaza de Mayo sostiene questa ipotesi, affermando che la ragazza è nata nell'agosto 1977.

### Attivismo per i diritti umani
Fin da giovane si interessò ai problemi sociali, iniziando a collaborare fin dall'età di 17 anni a varie iniziative. Ha studiato per diventare avvocato all'Università di Buenos Aires dove si è unita al Venceremos Student Group, parte del Free Homeland Stream, fino alla laurea.

### Recupero dell'identità
Nel 2003, quando aveva 26 anni e cominciava a dubitare della sua identità, contattò il gruppo HIJOS e Granny di Plaza de Mayo. All'inizio aveva una certa riluttanza, poi si decise. E una settimana più tardi lo studio genetico stabilì la sua vera identità. Cosa che portò all'arresto e alla condanna a 18 anni di Afredo Astiz.

### Carriera politica
Prima ancora che Victoria Donda conoscesse la sua identità, si era già interessata ai problemi dei diritti umani e della povertà, lavorando per una mensa chiamata "Azucena Villaflor", nome di un'attivista scomparsa per i diritti umani e primo presidente di "Mothers of the Plaza de Mayo". Donda divenne in seguito membro degli Uomini Liberi del Movimento Sud (Movimiento Libres del Sur, LDS). Faceva parte della folla che ha preso d'assalto il Congresso argentino e lo ha vandalizzato durante le rivolte del dicembre 2001.
Nel 2006, Donda è stata eletta membro del consiglio nel comune di Avellneda, nella provincia di Buenos Aires.
Nel 2007 è stata eletta alla Camera dei deputati argentina nella lista Front for Victory, in rappresentanza della provincia di Buenos Aires. L'anno seguente, è entrata a far parte del blocco del Broad Progressive Front (FAP) ed è stata rieletta in quella lista nel 2011. Nel 2015 è stata la prima candidata nella lista Progressisti ed è stata l'unica della lista ad essere eletta al Congresso, questa volta in rappresentanza della Capitale Federale.
Nel 2018, ha rotto con Free of the South e ha formato il suo partito chiamato Somos. A giugno 2019 viene annunciato che Somos affiancherà il Fronte di Tutti nella Città Autonoma di Buenos Aires. Nelle elezioni di quell'anno, Donda finì quarta nella lista dei candidati per il ruolo di Vice Nazionale.
Nel 2019 è stata selezionata a capo dell'Istituto nazionale contro la discriminazione, la xenofobia e il razzismo (INADI) dal presidente Alberto Fernández.

## Rappresentazioni della sua storia
Victoria Donda ha raccontato la sua storia nel libro Il mio nome è Victoria, edito in italiano da Corbaccio nel 2010.
Altre rappresentazioni della sua vita sono:
- Victoria, documentario di Adrián Jaime, racconta la storia dei genitori di Victoria, mediante testimonianze di coloro che li conoscerono in vita.
- L'opera teatrale Dos hermanas (tragedia argentina contemporánea)[1], scritta e diretta da Daniel Ortiz, è un'opera di finzione basata sul caso di Victoria che parla della scoperta della sua identità e dell'incontro con la sua sorella di sangue.
- Il documentario Familia de sangre, diretto da Gustavo Bobbio e Daniel Ortiz, racconta la storia di Victoria Donda[2].